# امامزاده معطم طاهر
امامزاده معطم طاهر مربوط به سدهٔ ۶ و ۷ ه.ق است و در شهرستان دماوند، روستای اهران واقع شده و این اثر در تاریخ ۱۰ خرداد ۱۳۸۲ با شمارهٔ ثبت ۹۱۰۰ به‌عنوان یکی از آثار ملی ایران به ثبت رسیده است.